# 岩瀬豊
岩瀬 豊(いわせ ゆたか、1957年6月29日 - ）は、日本の実業家。東武百貨店代表取締役社長を経て、東武タワースカイツリー代表取締役会長兼社長兼東武タウンソラマチ代表取締役会長兼社長。

## 略歴
- 1957年 東京都出生
- 1980年 武蔵大学人文学部社会学科卒業
- 1982年 東武鉄道株式会社入社
- 2005年 東武食品サービス株式会社 取締役経営企画室長
- 2006年 東武鉄道株式会社 賃貸営業本部ステーション事業部長
- 2010年 同 賃貸事業統括本部SC事業部長
- 2012年 東武タウンソラマチ株式会社 取締役社長
- 2013年 東武鉄道株式会社 取締役
- 2013年 同 取締役生活サービス創造本部SC事業部長
- 2015年 株式会社東武百貨店 代表取締役 CEO 補佐
- 2015年 東武鉄道株式会社 取締役
- 2019年 東武タワースカイツリー代表取締役会長兼社長兼東武タウンソラマチ代表取締役会長兼社長[1]